# Jenkins-Kleintenrek
Der Jenkins-Kleintenrek (Microgale jenkinsae) oder Jenkins-Kleintanrek ist eine Säugetierart aus der Gattung der Kleintenreks innerhalb der Familie der Tenreks. Er stellt einen kleineren Vertretern der Kleintenreks dar und zeichnet er sich durch einen spindelförmigen Körper mit agoutiartiger Fellzeichnung und einem langgestreckten Kopf mit schmaler Schnauze aus. Der Schwanz übertrifft die Länge des restlichen Körpers, wodurch die Art in einem Verwandtschaftsverhältnis mit anderen langschwänzigen Kleintenreks steht. Bisher sind nur zwei Individuen belegt, die aus trockenen Wäldern im südwestlichen Madagaskar stammen. Über die Lebensweise der Tiere ist kaum etwas bekannt. Die Erstbeschreibung erfolgte im Jahr 2004. Der Bestand der Art wird als stark bedroht eingestuft.

## Merkmale

### Habitus
Der Jenkins-Kleintenrek gehört zu den kleineren Vertretern seiner Gattung. Er ist aber bisher nur über zwei Individuen belegt, die noch nicht vollständig ausgewachsen sind. Sie haben zwar die Größe der Alttiere und deren Fellbeschaffenheit bereits weitgehend erreicht, ihr Gebiss befindet sich aber noch im Zahnwechsel, wodurch sich die Aussagekraft etwas einschränkt. Die Tiere besitzen eine Kopf-Rumpf-Länge von 5,9 beziehungsweise 6,2 cm sowie eine Schwanzlänge von 7,9 und 8,1 cm, womit der Schwanz etwas länger ist als der restliche Körper. Das Körpergewicht liegt bei 4,9 und 5,3 g. Im äußerlichen Erscheinungsbild gleicht der Jenkins-Kleintenrek anderen Kleintenreks. Der Körper ist spindelförmig, die Beine sind kurz und robust und der Kopf ist charakteristisch schmal und vorn zugespitzt. Das Rückenfell besitzt von den Ohren bis zum Schwanz und auf die Seiten übergreifend eine agouti-artige Zeichnung, die durch eine Mischung aus vollständig schwarzen oder gelblichbraunen Haaren hervorgerufen wird. Andere Haare sind wiederum gelblich braun entlang des Schaftes und haben eine schwarze Spitze. Insgesamt ist das Fell dicht und weich, die Einzelhaare werden 4 bis 5 mm lang. Leithaare sind überwiegend gräulich gefärbt. Nach vorn reicht die agouti-artige Zeichnung bis zu den Augen, am Kopf dominieren hellere Farbtöne, die zwischen hell gelblichbraun und silberweiß variieren. Auf der Unterseite ist das Fell hell, die Haare sind überwiegend an der Basis grau und an der Spitze weiß. Der Übergang vom Rücken zum Bauchfell hebt sich an den Seiten markant hervor, bildet aber keine eindeutige Linie, sondern verläuft graduell. Die Vibrissen sind entweder schwarz oder beige weiß, teilweise aber auch an der Basis schwarz und an der Spitze beige weiß. Im Bereich des Maules messen sie 20, an der Nase 5 mm. Der Ohren werden mit 18 mm vergleichsweise lang. Die Muschel ist braun gefärbt und innen und außen mit einem feinen, silbernen Fell überzogen. Die Haut des Schwanzes ist an der Oberseite schwarzbraun, an der Unterseite blassbraun, der Übergang hebt sich an den Seiten durch eine deutliche Trennlinie hervor. Überdeckt wird die Haut von einem sehr feinen silbrigen Fell, das zum Schwanzende dichter wird. Eines der beiden Individuen zeichnet sich hier durch eine schwarz-weiße Musterung aus. Die Vorder- und Hinterfüße weisen jeweils fünf Strahlen auf. Die Oberseite der Gliedmaßen ist ebenfalls mit weißem Fell bedeckt, an den Hinterfüßen ragen Haarbüschel über die Krallen. Die Länge der Hinterfüße beträgt 14 bis 15 mm, was recht groß ist. Der erste Strahl besitzt nur ein Drittel der Länge des zweiten, der fünfte dagegen zwei Drittel des vierten. Der zweite und vierte Strahl sind nahezu gleich lang.

### Schädel- und Gebissmerkmale
Der Schädel ist relativ kurz und seitlich abgeflacht. Die größte Länge beträgt 18,7 beziehungsweise 18,8 mm, am ausladenden Hirnschädel erreicht er eine Breite von 8,2 und 8,4 mm. Hinter den Augen befindet sich eine leichte Einschnürung. Das Rostrum ist ebenfalls kurz und verjüngt sich nach vorn. Die Nasenbeine sind mit knapp 9 mm Länge aber lang. Im hinteren Bereich, an den Scheitelbeinen und am Hinterhauptsbein zeigt sich der Schädel deutlich gerundet, der Hinterhauptswulst erscheint sehr schwach entwickelt. Die Glenoidgrube zum Einrasten des Unterkiefergelenkes bildet nur eine schwache Eindellung. Der Unterkiefer selbst hat einen schlanken Bau, der Kronenfortsatz ist schmal und weist nach hinten, der Winkelfortsatz ist kurz und ebenfalls schmal.
Mit Ausnahme der Molaren ist bisher nur das Milchgebiss vom Jenkins-Kleintenrek überliefert. Insgesamt wirkt das Gebiss nicht sehr robust, die Zahnreihen im vorderen Abschnitt des Gebisses konvergieren zueinander, im hinteren Abschnitt verlaufen sie nahezu parallel. Zwischen den vorderen beiden Schneidezähnen im oberen und den mittleren beiden Prämolaren im unteren Gebiss besteht jeweils ein auffälliges Diastema. Die ersten beiden Schneidezähne der oberen und unteren Zahnreihe sind relativ groß, der jeweils letzte Incisivus ist eher klein. Alle Schneidezähne weisen mehrere Höckerchen auf, wobei im oberen Gebiss der erste und dritte zweihöckerig (bicuspid) sind, der mittlere dagegen hat eine dreihöckrige (tricuspide) Zahnkrone. Der Eckzahn sowohl in der oberen als auch in der unteren Zahnreihe erreicht wiederum die Größe der vorderen beiden Schneidezähne. Die Mahlzähne sind typisch zalambdodont, besitzen also drei auffällige Höckerchen auf der Kauoberfläche. Der letzte Molar im Oberkiefer ist in seiner Größe stark reduziert, im Unterkiefer weisen alle drei Molaren etwa die gleiche Größe auf. Die Länge der oberen Zahnreihe beträgt 8,2 mm, die der unteren 8,0 mm.

## Verbreitung

Verbreitungsgebiet des Jenkins-Kleintenreks

Der Jenkins-Kleintenrek ist bisher nur von einer einzigen Fundstelle im Südwesten Madagaskars bekannt. Diese befindet sich im Forêt des Mikea in der Provinz Toliara, etwa 17 km landeinwärts der Straße von Mosambik und 9,5 km westlich von Ankiloaka, zwischen Morombe im Norden und Manombo im Süden. Sie erhebt sich etwa 80 m über dem Meeresspiegel. Das Gebiet zeichnet sich durch eine Übergangsvegetation von trockenen laubwerfenden Wäldern zu dornenreichen Buschlandschaften aus. Dementsprechend ist das Klima eher trocken mit etwa 400 bis 500 mm Niederschlag im Jahr. Die beiden bisher bekannten Individuen der Art wurden in den Wäldern gefangen, die sich aus Dalbergien und Bäumen der Gattungen Commiphora und Hildegardia mit Wuchshöhen um 10 bis 15 m zusammensetzen. Das Unterholz ist dicht und besteht aus Büschen durchsetzt mit Pflanzen der Gattung Xerophyta aus der Gruppe der Velloziaceae und Wolfsmilchgewächsen. Weitere Untersuchungen im Forêt des Mikea mit ähnlichen Habitatbedingungen erbrachten bisher keinen Nachweis von Vertretern der Art. Sie wird daher als äußerst selten eingestuft. Die Ausdehnung des bisher bekannten Verbreitungsgebietes beträgt lediglich 1,64 km².

## Lebensweise
Die Lebensweise des Jenkins-Kleintenrek kann als nahezu unerforscht angesehen werden. Der Bau der Füße lässt auf ein sich am Boden fortbewegendes Tier schließen. Beide Individuen wurden in der Regenzeit angetroffen und waren nicht ausgewachsen. Generell gilt die feuchtere Jahreszeit aufgrund des reichhaltigeren Nahrungsangebotes als Fortpflanzungsperiode in den trockenen Regionen Madagaskars.

## Systematik
Der Jenkins-Kleintenrek ist eine Art aus der Gattung der Kleintenreks (Microgale) innerhalb der Familie der Tenreks (Tenrecidae). Die Kleintenreks gehören dabei zur Unterfamilie der Reistenreks (Oryzorictinae), in welche wiederum auch die Reiswühler (Oryzorictes) und die Vertreter der Gattung Nesogale zu stellen sind. Mit mehr als 20 Arten bilden die Kleintenreks das formenreichste Mitglied der Familie, sie gelten zudem aufgrund einiger morphologischer Merkmale als eher ursprünglich innerhalb der Tenreks. Molekulargenetischen Analysen zufolge formte sich die Gattung bereits im Unteren Miozän vor etwa 16,8 Millionen Jahren heraus und diversifizierte sich in der Folgezeit beträchtlich. Die heutigen Vertreter sind an verschiedene Lebensweisen angepasst, so kommen teils unterirdisch grabende, oberirdisch lebende beziehungsweise baumkletternde und wasserbewohnende Formen vor. Der größere Teil der Kleintenreks ist in den feuchten Wälder des östlichen Madagaskar heimisch, einige wenige Arten bewohnen auch die trockeneren Landschaften des westlichen Inselteils. Innerhalb der Gattung lassen sich sowohl morphologisch als auch genetisch verschiedene Verwandtschaftsgruppen nachweisen. Der Jenkins-Kleintenrek steht dabei einer Gruppe langschwänziger Kleintenreks nahe, aus molekulargenetischer Sicht bildet der Kleine Langschwanz-Kleintenrek (Microgale longicaudata) den nächsten Verwandten des Jenkins-Kleintenrek.
Der Jenkins-Kleintenrek wurde im Jahr 2004 von Steven M. Goodman und Voahangy Soarimalala wissenschaftlich erstbeschrieben. Die beiden Individuen, die dafür zur Verfügung standen, waren Mitte Februar 2003 im Forêt des Mikea gefangen worden. Die damaligen Feldforschungen umfassten insgesamt sechs Untersuchungsstellen in dem Waldgebiet, der Nachweis der Art gelang aber nur an einem Fundpunkt. Ein nicht ausgewachsenes männliches Tier repräsentiert den Holotypen, das Individuum ist insgesamt 14,3 cm lang und 4,9 g schwer. Das Artepitheton jenkinsae ehrt die Biologin Paulina D. Jenkins vom Natural History Museum in London, die einen großen Beitrag zur Systematik der Tenreks leistete und selbst mehrere Arten beschrieb.

## Bedrohung und Schutz
Der Fundort der beiden bisher bekannten Individuen entsprach einem leicht anthropogen beeinflussten Wald, er wurde aber inzwischen gerodet. Ähnliche Habitate, in denen potentielle Vertreter des Jenkins-Kleintenreks vorkommen könnten, befinden sich einige Kilometer weiter südlich der Typuslokalität. Mögliche Bedrohungsfaktoren für die Tiere finden sich in der Überprägung der Landschaften durch Landwirtschaft und in natürlichen Buschfeuern. Der Forêt des Mikea ist nun Teil eines staatlichen Schutzgebietes. Die IUCN stuft die Art als „stark bedroht“ (endangered) ein. Prinzipiell sind Felduntersuchungen zur Verbreitung, der Biologie und der möglichen Anpassungsfähigkeit des Jenkins-Kleintenreks notwendig.